# 고야마못
고야마못(일본어: 湖山池 고야마이케[*])은 돗토리현 돗토리시 남서부에 위치한 기수호이다. 이름은 못이지만 커다란 석호다. 고대에는 만(湾)이었으나, 사구의 발달과 퇴적으로 바다에서 분리되어 석호가 되었다. 일본에서 못(池)으로 표기된 수체들 중 고야마못이 가장 크다.

## 개요
둘레 16 km, 면적 6.96 km2, 최대수심 7.5 m이다. 크고 작은 섬들이 다소 떠있다. 그중 가장 큰 섬은 아오시마섬으로 호안으로부터 다리로 연결되어 있다. 벚나무가 다수 심어져 있는 도로는 도보와 자전거로 일주가 가능하며 캠프도 가능하다. 몇 곳의 하천이 유입해 고야마강을 통해 동해로 빠져나간다. 단, 수문이 있기 때문에 수질오염문제가 부상하고 있다. 돗토리시 교외의 행락지 중 하나이며 돗토리 대학에 인접해 있다.
돗토리시 미쓰 지구에서는 일본에서 전국적으로 보기 드문 전통 어법 이시가마료(石がま漁)가 겨울에 벌어진다. 돌 틈사이로 숨어든 물고기를 봉으로 때려 이때 도망가는 물고기를 포획하는 어법이다. 현재 현 지정 무형문화재로 지정되어 있다. 지역자치회와 NPO가 전통 어법 보존에 힘쓰고 있으며 어획기간 중 이시가마 축제가 열린다.
전설로는《고야마 부자(湖山長者)》이야기가 알려져 있다. 내용은 넓은 논을 가지고 있던 부자가 일몰까지 모심기를 끝내지 못자, 고루(高樓)에 올라가 황금 부채로 태양을 불러내어 그날 모심기를 끝냈지만, 다음날 날이 밝자 논은 모두 못으로 변해 있었다는 이야기이다.
아오시마섬 주변에는 예부터 사람들이 모여 살아 조몬 시대부터 야요이 시대에 걸친 유적이 있다. 또, 센고쿠 시대 동쪽 호반에 이나바 슈고 관아인 후세텐진 산성이 있었고, 서쪽 호반의 반도에는 호족 요시오카 가문의 거성인 쓰즈라오성이 있었다.
가장 가까운 역으로는 JR 산인 본선의 고야마역과 스에쓰네역, 돗토리다이가쿠마에역이 있다. 또, 돗토리다이가쿠마에 역에서 스에쓰네 역 사이를 오가는 열차의 차창사이로 고야마이케의 풍경을 볼 수 있다.

## 갤러리

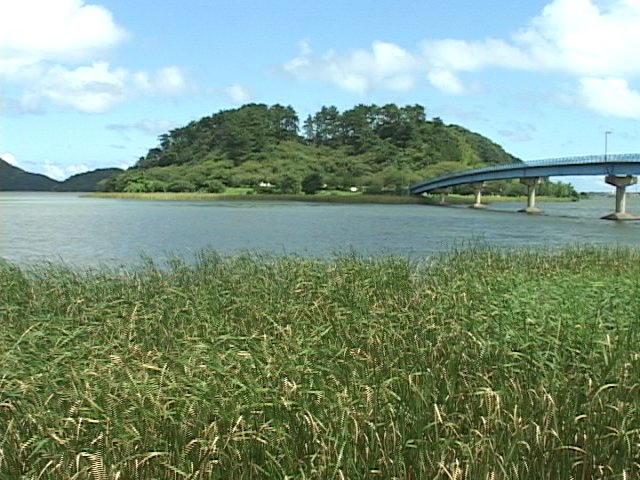
아오시마섬
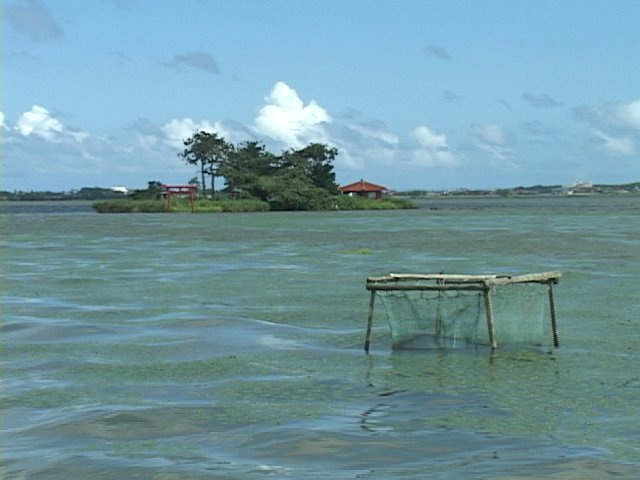
네코시마섬
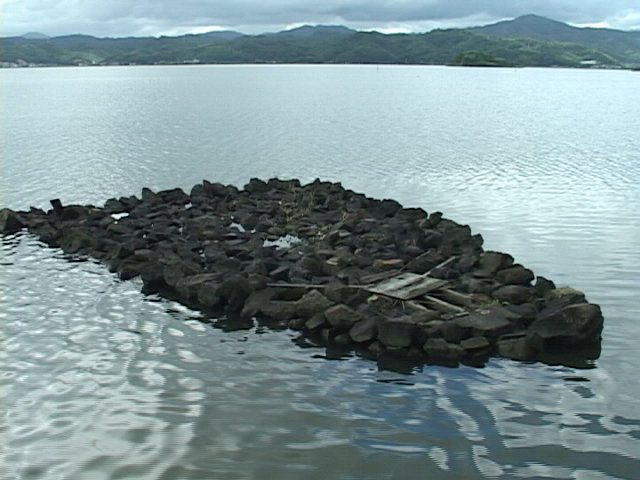
이시가마

## 같이 보기
- 후세텐진 산성
- 쓰즈라오 성
- 이시가마료